# Utscha Lobschanidse
Utscha Lobschanidse (georgisch უჩა ლობჟანიძე; * 23. Februar 1987 in Tiflis, Georgische SSR) ist ein georgischer ehemaliger Fußballspieler.

## Karriere

### Verein
Utscha Lobschanidse begann seine Karriere im Jahr 2005 in seiner Geburtsstadt bei Dinamo Tiflis. 2010, nach vier Jahren in seinem Heimatland, wechselte er zum ukrainischen Verein Dnipro Dnipropetrowsk. Von 2011 bis 2013 wurde er an Krywbas Krywyj Rih ausgeliehen. 2014 wechselte er zum zypriotischen Verein Omonia Nikosia. 2016 kehrte der Verteidiger nach Tiflis zurück. Im Frühjahr 2017 wurde der Georgier vom FK Atyrau aus der kasachischen Premjer-Liga unter Vertrag genommen. Zwei Stationen in seiner Heimat bildeten den Abschluss seiner bis 2019 andauernden Karriere.

### Nationalmannschaft
Lobschanidse feierte im Jahr 2008 sein Debüt in der Nationalmannschaft. Bis 2017 lief er 54 mal für sein Heimatland auf.